# Armophorea
Classe
Les Armophorea sont une classe de Ciliés du sous-embranchement des Intramacronucleata.

## Systématique
Le nom valide complet (avec auteur) de ce taxon est Armophorea Lynn, 2004.

## Liste des ordres
Selon l'IRMNG (7 décembre 2024) :
- Clevelandellida

Selon The Taxonomicon (7 décembre 2024) :
- Armophorida Jankowski, 1964
- Clevelandellida de Puytorac & Grain, 1976

Selon l'EOL (7 décembre 2024) et le NCBI (7 décembre 2024) :
- Armophorida
- Clevelandellida
- Metopida